# 칼리드 빈 모함메드 스타디움
칼리드 빈 모함메드 스타디움(아랍어: ستاد خالد بن محمد, 영어: Khalid bin Mohammed Stadium)은 아랍에미리트 샤르자에 위치한 축구 전용 경기장이다. 수용 인원은 12,000명이다. UAE 프로리그 알샤브 CSC의 홈 구장으로 사용되고 있다.